# Station Preston
Preston is een spoorwegstation van National Rail in Preston in Engeland. Het station is eigendom van Network Rail en wordt beheerd door Avanti West Coast. 

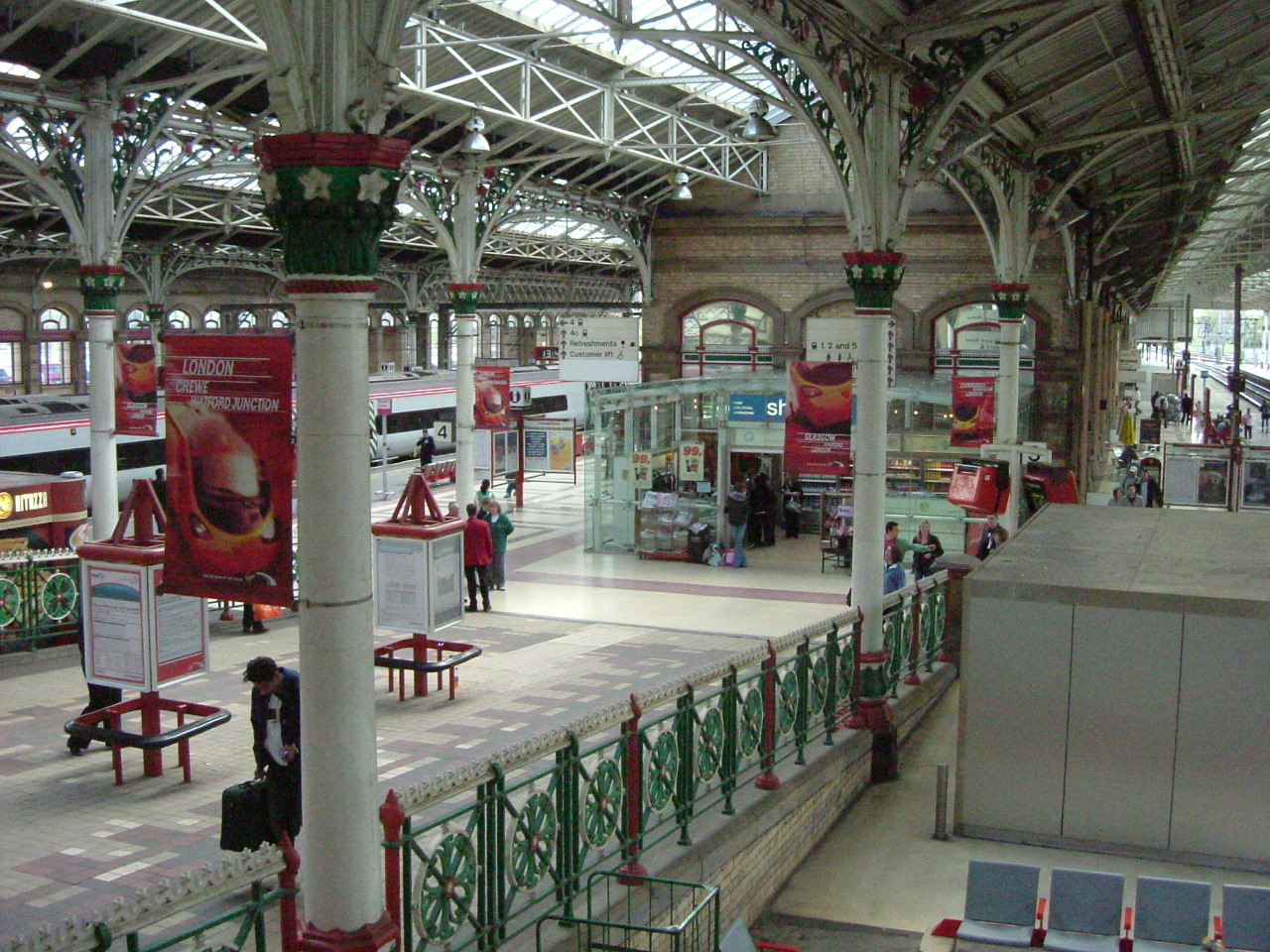
Stationskap en perrons